# Giovanni Alessandri
Giovanni Alessandri (Venezia, 22 marzo 1827 – ...) è stato un patriota italiano.

## Biografia
Alessandri, maggior generale veneto, della riserva, prese parte alle campagne del 1848-'49 e del 1860-'61.
Al comando della Brigata Eber, guidata da Ferdinando Eber, brigadiere, e da Giulio Adamoli, capitano applicato, fu capo di Stato maggiore nel 1860.
Fece parte dello Stato Maggiore di Divisione dell'Esercito meridionale (capo il col. Wilhelm Rüstow) con il ruolo di Luogotenente Colonnello.